# Principado de Montenegro
Principado de Montenegro (em sérvio:  Књажевина Црнa Горa/Knjaževina Crna Gora) foi um antigo principado no sudeste da Europa que existiu de 13 de março de 1852 a 28 de agosto de 1910.
Sua capital era Cetinje e seu território correspondia à área central de Montenegro atual. Foi uma monarquia constitucional, mas de facto absolutista.

## História
O principado foi criado em 1852, quando o príncipe-bispo Danilo decidiu renunciar à sua posição eclesiástica para se casar. Assim, depois de séculos de governo teocrático sob o Principado-Bispado de Montenegro, o país se transformaria em um principado secular.
A primeira constituição montenegrina seria proclamada em 1855, conhecida como "Código de Danilo".
Após o assassinato de Danilo Petrović-Njegoš em 13 de agosto de 1860, Nicolau I (sobrinho de Danilo) tornou-se o novo príncipe de Montenegro. Sob a suserania otomana, o exército montenegrino entrou em guerra contra o Império Otomano e tornou-se de jure independente em 1878 sob o Tratado de San Stefano e o Tratado de Berlim.
Em 28 de agosto de 1910, o principado seria proclamado como um reino por Nicolau I, que, em seguida, tornou-se rei.

## Governo

### Soberanos
- Danilo I (13 de março de 1852 - 13 de agosto de 1860)
- Nicolau I (13 de agosto de 1860 - 28 de agosto de 1910)

### Bandeiras
As bandeiras históricas de guerra foram a krstaš-barjak, bandeiras simples com cruzes no centro. A bandeira de guerra montenegrina usada na Batalha de Vučji Do (1876) era vermelha com uma cruz pátea branca no centro e uma borda branca, e esta bandeira foi adotada a partir da bandeira de guerra sérvia na Batalha de Kosovo (1389) que se encontrava em Montenegro depois que os cavaleiros sobreviventes a trouxeram para lá.  A mesma bandeira foi utilizada em Cetinje em 1878, no momento do reconhecimento da independência do Império Otomano, em San Stefano. De acordo com a constituição de 1905, a bandeira nacional era uma tricolor de azul-branco-vermelho ("црвена, плаветна и бијела"), o qual foi a tricolor sérvia. 